# Wilhelm Leibl

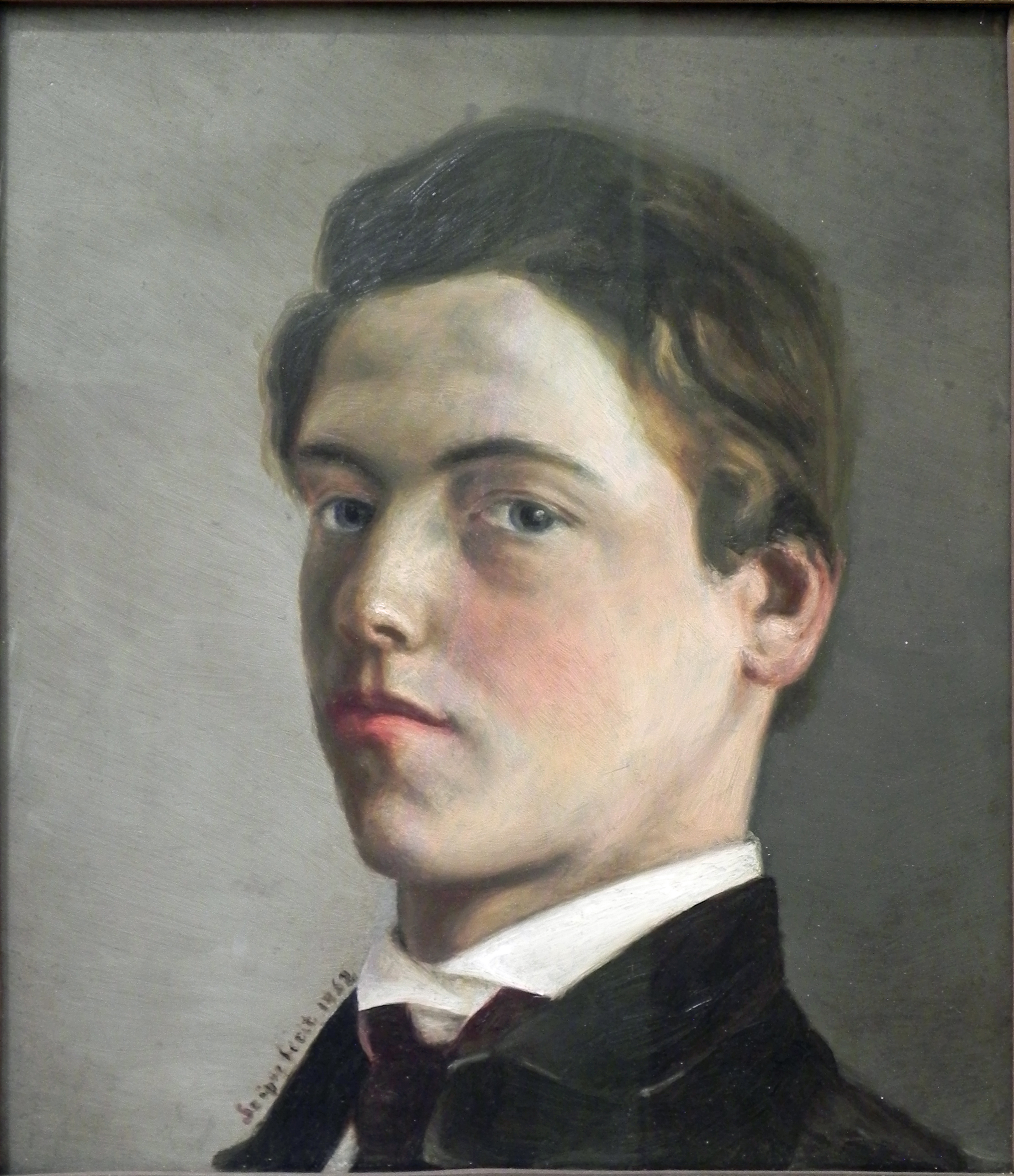
Wilhelm Leibl, självporträtt 1862.

Wilhelm Leibl, född 23 oktober 1844 i Köln, död 4 december 1900 i Würzburg, var en tysk porträtt- och genremålare.

## Biografi
Leibl var elev till Arthur von Ramberg och blev efter en studieresa till Paris 1869 påverkad av den franska realismen, i synnerhet Gustave Courbet. Leibl skapade en personlig stil, där plastiskt uppfattade, in i minsta detalj noggrant återgivna detaljerna inte hindrade en väl studerad och genomförd kolorit. Bland hans huvudarbeten märks Självporträtt (1862), Porträtt av fru Gedon (1868-1869), Dachauerkvinnorna (1874-1875), Tre kvinnor i kyrkan (1882), samt Krypskyttarna (1882-1886). Den sistnämnda sönderskars senare av konstnären, men har bevarats i fragment.

## Bildgalleri

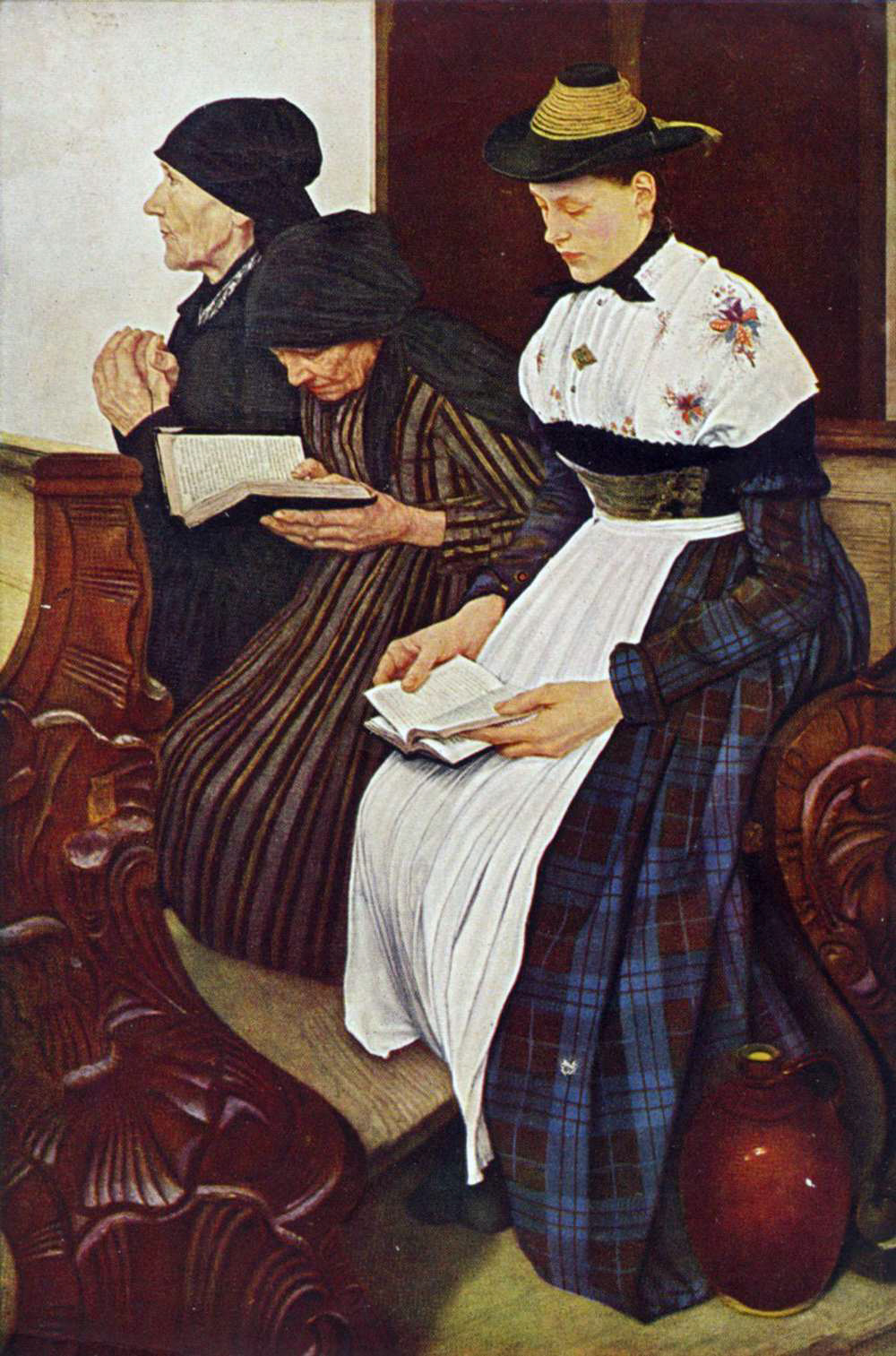
Tre kvinnor i kyrkan, 1881
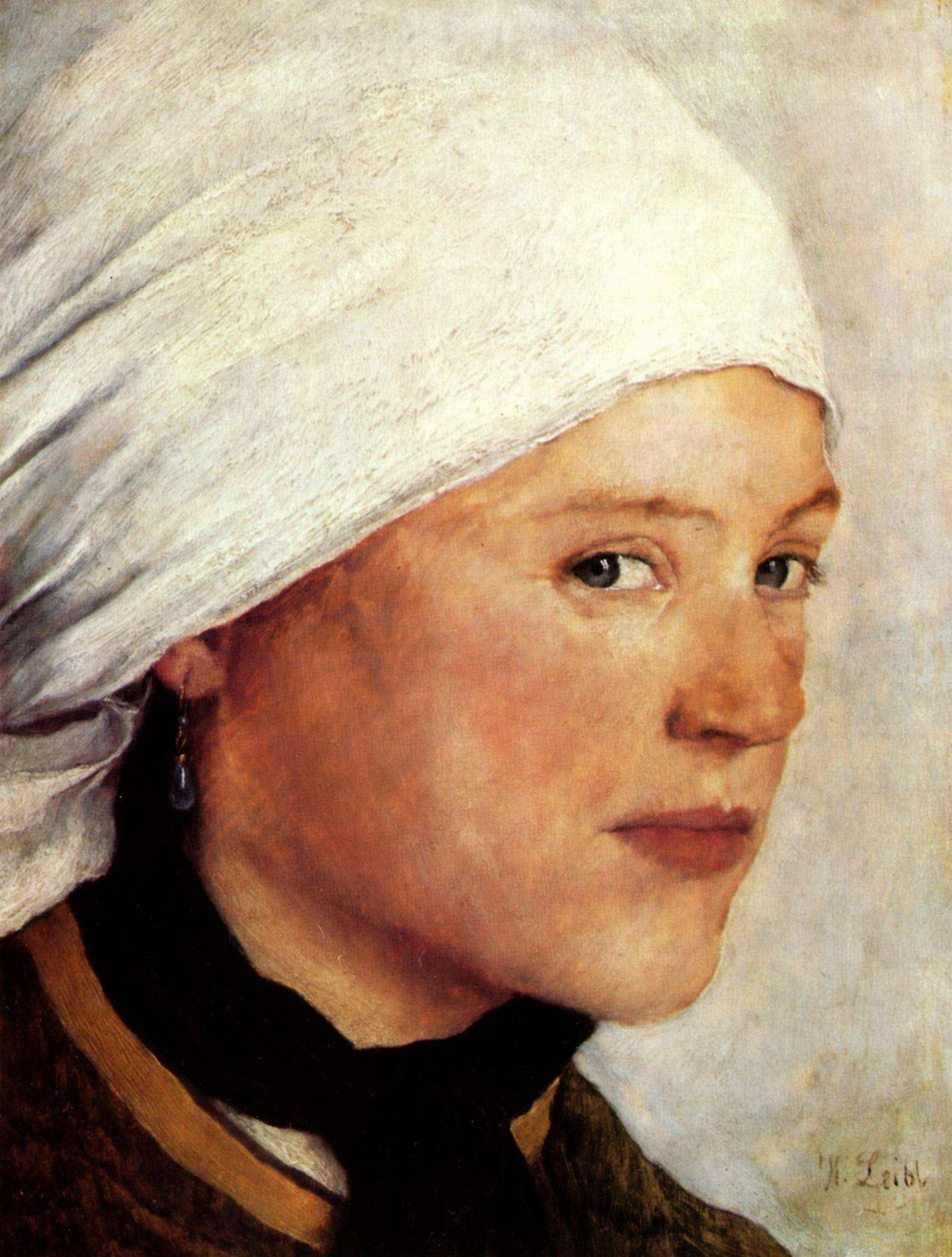
Flicka med vit halsduk, omkring 1876, olja på pannå
I bondstugan, 1890, olja på pannå
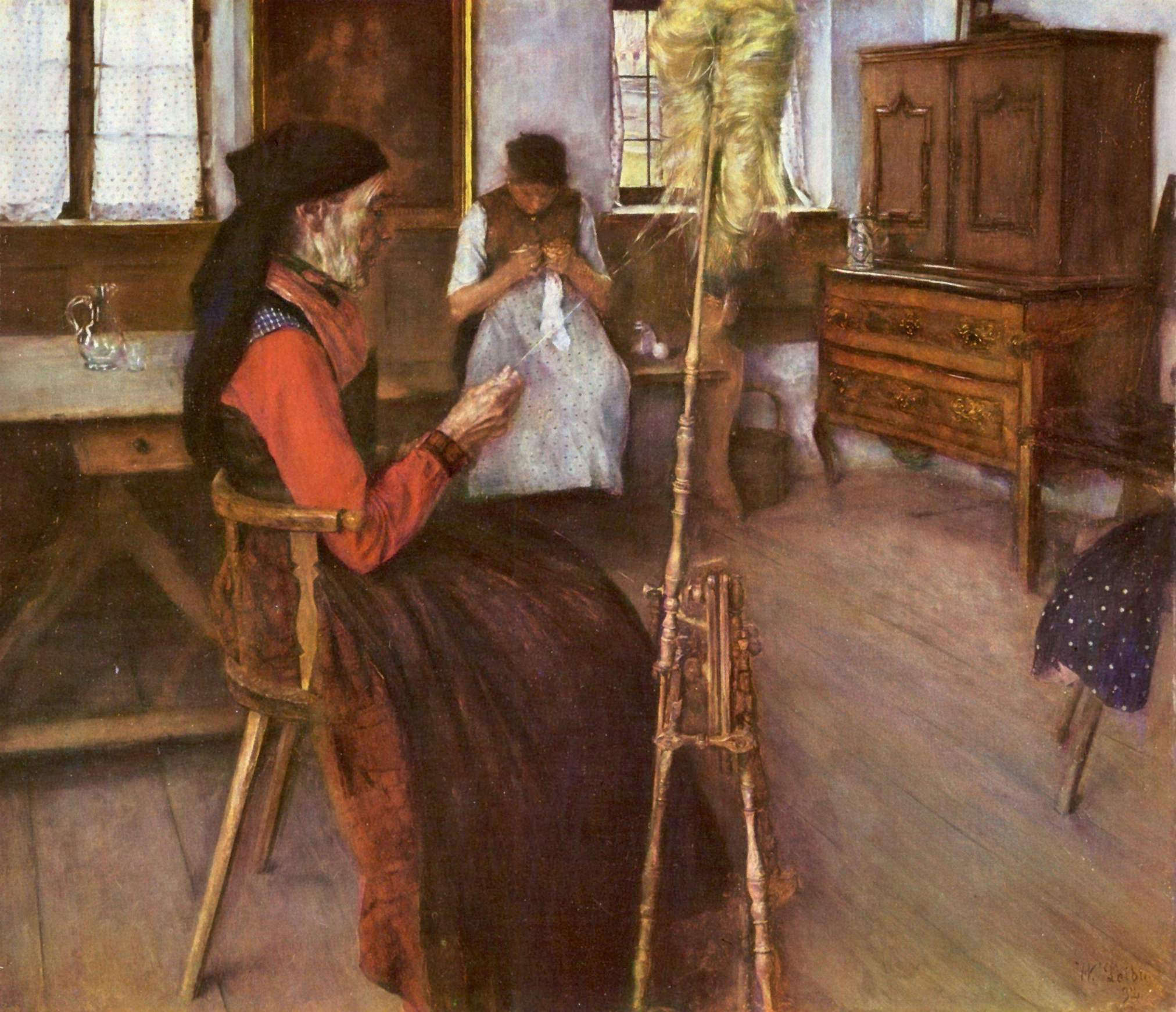
Spinnerskan, 1892
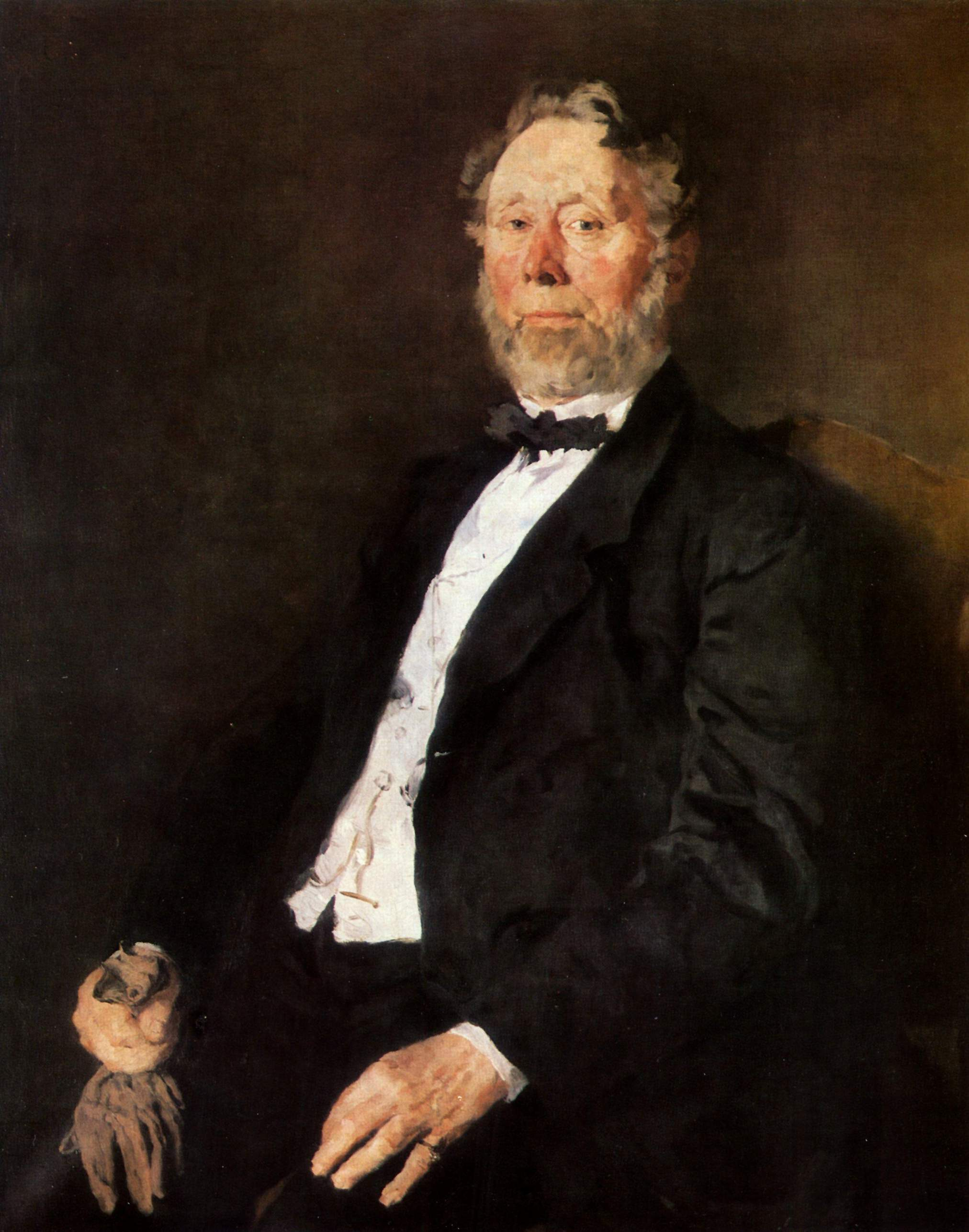
Johann Heinrich Pallenberg, 1871
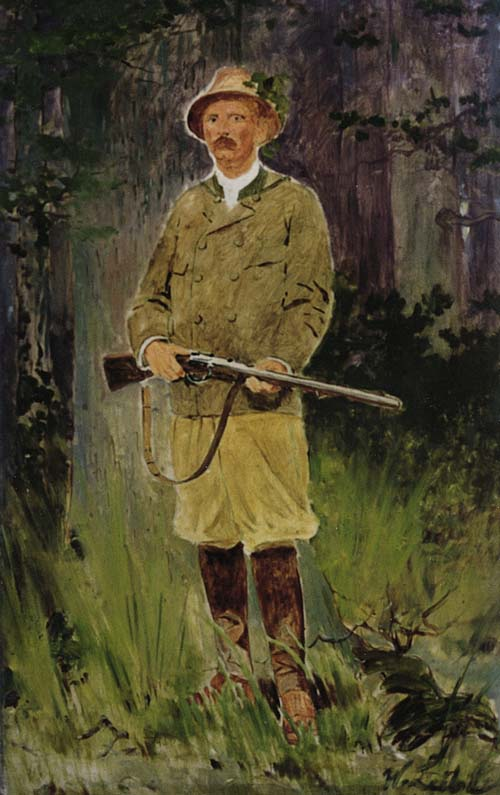
Friherre von Perfall som jägare
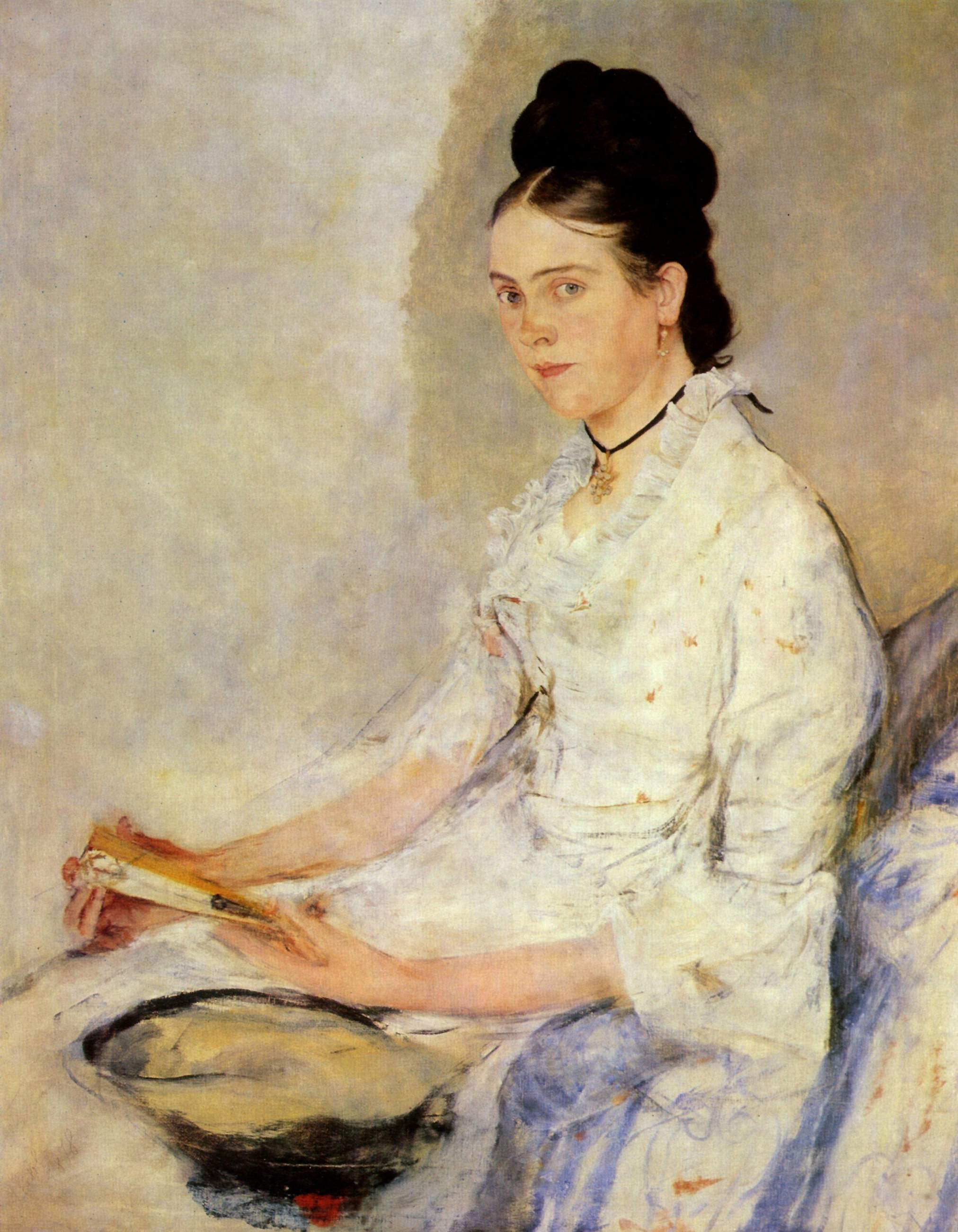
Porträrt av Rosine Fischler, grevinnan Treuberg, 1878
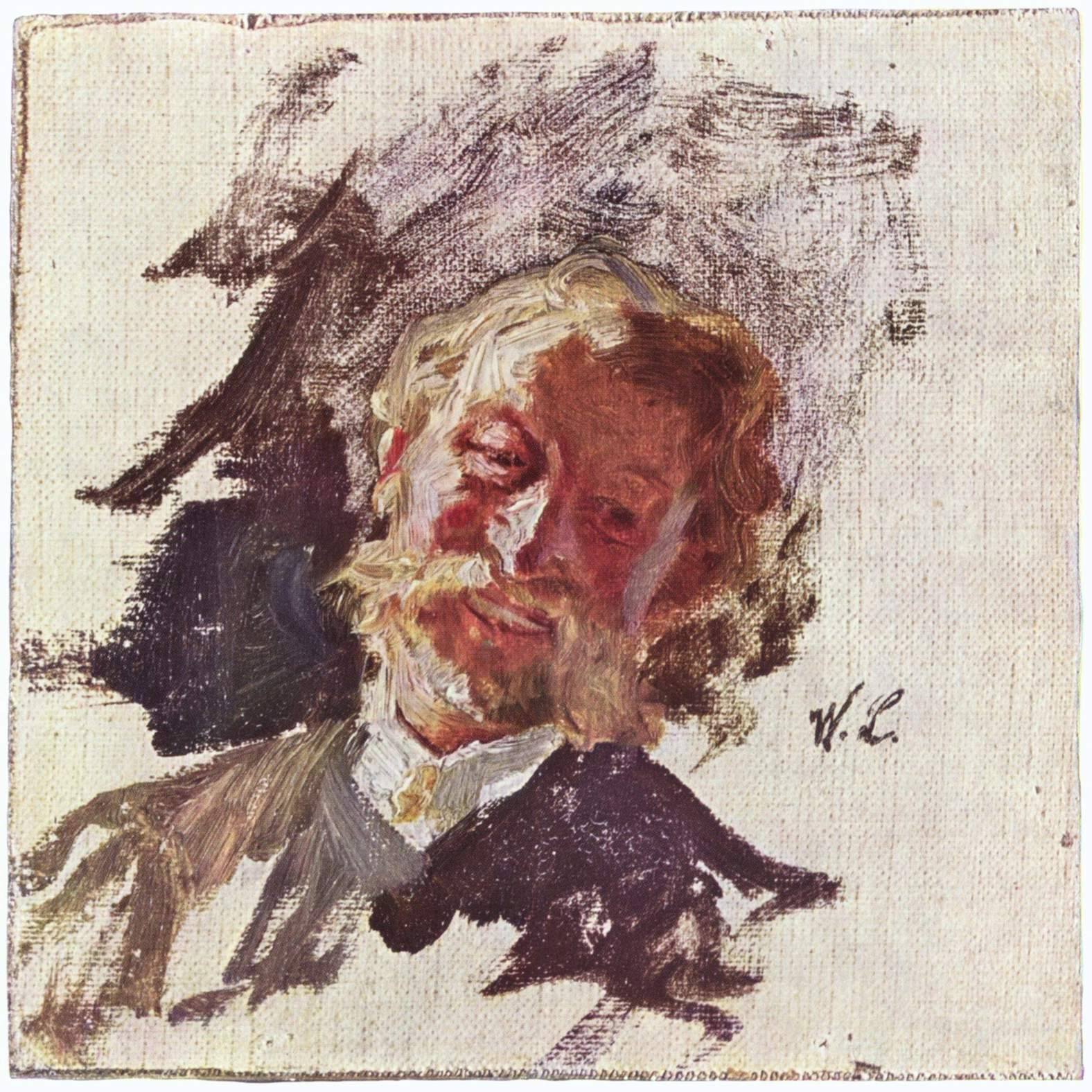
"Mansporträtt, omkring 1890
Flicka med svart halsduk, 1879, olja på pannå (detalj)